# Samuel Moyn
Samuel Moyn (geboren 14. Februar 1972) ist ein US-amerikanischer Rechtshistoriker.

## Leben
Samuel Moyn besuchte die University City High School in St. Louis. Er studierte Geschichte und Französische Literatur an der Washington University in St. Louis (B.A.) und wurde im Jahr 2000 an der University of California, Berkeley promoviert (Ph.D.). Er machte 2001 außerdem einen J.D. an der Harvard Law School.
Moyn war zunächst Professor für Geschichte und Rechtswissenschaften an der Harvard University. Von 2004 bis 2017 war er Professor für Geschichte an der Columbia University. Moyn wurde 2017 Professor für Geschichte und Rechtswissenschaften an der Yale University.
Im August 2023 war Moyn einer der Unterzeichner der Petition „The Elephant in the Room“, die Israels Besetzung der Palästinensergebiete als ein Apartheid-Regime verurteilte.

## Schriften (Auswahl)
- Origins of the Other: Emmanuel Levinas between Revelation and Ethics. Cornell University Press, 2005
- A Holocaust Controversy: The Treblinka Affair in Postwar France. Brandeis University Press, 2005
- als Hrsg.: Pierre Rosanvallon: Democracy Past and Future. Columbia University Press, 2006
- The Last Utopia: Human Rights in History. Harvard University Press, Cambridge (Massachusetts) 2010
- Human Rights and the Uses of History. Verso, 2014
- mit Darrin McMahon (Hrsg.): Rethinking modern European intellectual history. Oxford University Press, Oxford 2014, ISBN 978-0-19-976923-0
- Judith Shklar über die Philosophie des Völkerstrafrechts. Deutsch von Hannes Bajohr. In: Deutsche Zeitschrift für Philosophie, 4/2014, S. 683–707
- Christian Human Rights. University of Pennsylvania Press, 2015
- Not Enough: Human Rights in an Unequal World. Harvard University Press, 2018
- Humane: How the United States Abandoned Peace and Reinvented War. Farrar, Straus and Giroux, New York 2021, ISBN 978-0-374-17370-8[2]
- Liberalism against Itself. Cold War Intellectuals and the Making of Our Times, Yale University Press, New Havem 2023, ISBN 978-0-30026621-4.
  - deutschsprachige Ausgabe: Der Liberalismus gegen sich selbst. Intellektuelle im Kalten Krieg und die Entstehung der Gegenwart. Aus dem Amerikanischen von Christine Pries, Suhrkamp, Berlin 2024, ISBN 978-3-518-58816-1.[3][4]